# غاري باتلر
غاري باتلر (بالإنجليزية: Gary Butler)‏ هو لاعب كرة القدم الكندية أمريكي، ولد في 13 نوفمبر 1984 في بيتسبرغ في الولايات المتحدة.